# Petr Korda
Petr Korda (* 23. ledna 1968 Praha) je bývalý český tenista, který na profesionálních okruzích reprezentoval Československo v letech 1987–1992 a po jeho rozpadu Českou republiku mezi roky 1993–2000.
Na nejvyšší grandslamové úrovni vyhrál melbournský Australian Open 1998, po němž byl v únoru na singlovém žebříčku klasifikován na svém maximu – 2. místě. V danou sezónu mu dvakrát chyběl jediný vítězný zápas k tomu, aby se stal světovou tenisovou jedničkou. Spolu se Stefanem Edbergem triumfoval na Australian Open 1996 také ve čtyřhře. Finále dvouhry si zahrál na French Open 1992. Následující rok získal titul na prestižním Grand Slam Cupu, pro nejlepší hráče sezóny v rámci hodnocení grandslamu. Roku 1994 vyhrál s Janou Novotnou pro Českou republiku Hopmanův pohár.
V juniorské kategorii vyhrál s Cyrilem Sukem čtyřhru na French Open (1985), v závěru roku se stali juniorskými mistry světa, a o rok později zopakoval titul ve čtyřhře s Tomásem Carbonellem ve Wimbledonu (1986).
Za daviscupový tým České republiky (do roku 1993 Československa) hrál v letech 1988–1997. Celkově odehrál 42 zápasů s poměrem 18 výher a 9 proher ve dvouhře, respektive 11 výher a 4 prohry ve čtyřhře.
Dlouhodobě jej trénovali Tomáš Petera a Ivo Werner.

## Soukromý život
V roce 1992  se oženil s tenistkou Reginou Rajchrtovou. Do manželství se narodily tři děti, golfistky Jessica Regina (nar. 1993) a olympijská vítězka Nelly (nar. 1998), a tenista Sebastian (nar. 2000). Rodina se usadila ve floridském Bradentonu, v sousedství Ivana Lendla.
Jako tréner vedl Radka Štěpánka, s nímž spolupráci ukončil před sezónou 2016. Koučoval také syna Sebastiana Kordu.

## Tenisová kariéra
Po úspěšných výsledcích mezi juniory vstoupil do mužského profesionálního tenisu v roce 1987. Premiérový turnaj ve čtyřhře získal o rok později s Milanem Šrejberem ve švýcarském Gstaadu. Debutový turnaj ve dvouhře vyhrál až pátým finálovým pokusem v srpnu 1991 na newhavenském turnaji, v němž porazil Gorana Ivaniševiće. Čtyřikrát se v kariéře probojoval do finále nejprestižnější skupiny turnajů – Grand Slamu – dvakrát ve dvouhře i čtyřhře.
Po finálové prohře v mužské čtyřhře na French Open 1990, kde vytvořil pár s Ivaniševićem, si zde zahrál finále dvouhry o dva roky později. V něm nestačil na obhájce titulu Američana Jima Couriera, když mu podlehl ve třech setech.
V sezóně 1996 se poprvé probojoval do finále na Australian Open, když se Stefanem Edbergem vybojoval titul v mužské čtyřhře. Jednalo se o poslední z jeho deseti deblových vítězství. Největší úspěch kariéry přišel o dva roky později. Na stejném melbournském grandslamu si zahrál finále dvouhry. Do turnaje nastupoval jako šestý nasazený. Ve čtvrtfinále svedl pětisetovou bitvu se čtvrtým nasazeným Jonasem Bjorkmanem, v semifinále přešel přes Slováka Karola Kučeru, jenž v předchozím kole porazil světovou jedničku Peta Samprase. Ve finále pak deklasoval devátého hráče turnaje Chilana Marcela Ríose stejným výsledkem, kterým zde porazil v československém finále roku 1989 Ivan Lendl Miloše Mečíře, tedy skórem 6–2, 6–2, 6–2. Úspěch jej katapultoval za Samprase na 2. místo žebříčku ATP ve dvouhře. Jednalo se o jeho vůbec poslední turnajové vítězství na okruhu ATP.
V sezóně 1998, kterou již nedohrál pro pozitivní dopingový test, mu dvakrát scházel jediný vítězný zápas k sesazení Samprase z „tenisového trůnu“, aby se stal světovou tenisovou jedničkou. Nejblíže tomu byl na dubnovém Masters v Monte Carlu, kde ve čtvrtfinále nestačil na Richarda Krajicka. Rozhodujícím momentem se stal tiebreak druhého setu, v němž prohrál 1–7 a celou sadu 6–7 na gamy. První dějství získal poměrem 6–4. Třetí, rozhodující set, pak ztratil 6–1. Ve čtyřhře byl nejvýše v kariéře klasifikován na 10. místě.
Velký zápas také sehrál v osmifinále US Open 1997, kde v pěti setech porazil obhájce titulu Peta Samprase.
Byl znám častým stříháním nohou, tzv. roznožkou po vítězném úderu.

## Dopingová kauza
Ve Wimbledonu 1998 měl pozitivní dopingový test, když mu byla v moči zjištěna přítomnost zakázaného anabolického steroidu nandrolonu v koncentraci dvacetinásobně převyšující prahovou hodnotu pro prohlášení testu za pozitivní.
V souladu s hlavou M Programu ITF mu byla nezávislou revizní komisí pozastavena činnost na jeden rok a odebrány body i peněžní výhra získané na turnaji. Korda se proti verdiktu komise odvolal k odvolacímu výboru ITF, který uznal existenci jím uváděných mimořádných okolností a pozastavení činnosti na jeden rok zrušil. Toto rozhodnutí vyvolalo negativní reakce mezi ostatními tenisty, z nichž někteří hrozili dokonce bojkotem nadcházejícího Australian Open. Pod tlakem veřejnosti a hráčů se ITF dne 8. ledna 1999 odvolal k Arbitrážnímu sportovnímu soudu (CAS) s požadavkem, aby soud roční zákaz činnosti potvrdil. Proti tomuto postupu se Korda bránil žalobou zpochybňující právo ITF odvolat se k CAS. V obou případech byl český tenista se svou obhajobou neúspěšný a původní trest zákazu činnosti na jeden rok byl Arbitrážním sportovním soudem s konečnou platností potvrzen.
K profesionálnímu tenisu se již nevrátil a ukončil aktivní kariéru.

## Finále na Grand Slamu

### Mužská dvouhra: 2 (1–1)
| Stav      | rok  | turnaj          | povrch | soupeř ve finále | výsledek      |
| --------- | ---- | --------------- | ------ | ---------------- | ------------- |
| Finalista | 1992 | French Open     | antuka | Jim Courier      | 7–5, 6–2, 6–1 |
| Vítěz     | 1998 | Australian Open | tvrdý  | Marcelo Ríos     | 6–2, 6–2, 6–2 |

### Mužská čtyřhra: 2 (1–1)
| Stav      | rok  | turnaj          | povrch | spoluhráč        | soupeři ve finále                   | výsledek           |
| --------- | ---- | --------------- | ------ | ---------------- | ----------------------------------- | ------------------ |
| Finalista | 1990 | French Open     | antuka | Goran Ivanišević | Sergio Casal Emilio Sánchez Vicario | 7–5, 6–3           |
| Vítěz     | 1996 | Australian Open | tvrdý  | Stefan Edberg    | Sébastien Lareau Alex O'Brien       | 7–5, 7–5, 4–6, 6–1 |

## Finálová utkání na okruhu ATP

### Dvouhra: 27 (10–17)

#### Vítězství (10)
| Legenda                       |
| Grand Slam (1–1)              |
| Tennis Masters Cup (0–0)      |
| Grand Slam Cup (1–0)          |
| ATP Masters Series (1–2)      |
| ATP Championship Series (2–5) |
| ATP World Series (5–9)        |

| Tituly dle povrchu |
| Tvrdý (7–8)        |
| Tráva (4–2)        |
| Antuka (0–2)       |
| Koberec (0–2)      |

| Stav      | č.  | datum              | turnaj                           | povrch    | soupeř ve finále    | výsledek                    |
| --------- | --- | ------------------ | -------------------------------- | --------- | ------------------- | --------------------------- |
| Finalista | 1.  | 30. října 1989     | Frankfurt, Německo               | koberec   | Kevin Curren        | 2–6, 5–7                    |
| Finalista | 2.  | 6. května 1991     | Tampa, USA                       | antuka    | Richey Reneberg     | 6–4, 4–6, 2–6               |
| Finalista | 3.  | 22. července 1991  | Washington, D.C., USA            | tvrdý     | Andre Agassi        | 3–6, 4–6                    |
| Finalista | 4.  | 29. července 1991  | Montréal, Kanada                 | tvrdý     | Andrej Česnokov     | 6–3, 4–6, 3–6               |
| Vítěz     | 1.  | 19. srpna 1991     | New Haven, USA                   | tvrdý     | Goran Ivanišević    | 6–4, 6–2                    |
| Vítěz     | 2.  | 14. října 1991     | Berlín, Německo                  | koberec   | Arnaud Boetsch      | 6–3, 6–4                    |
| Finalista | 5.  | 4. květen 1992     | Mnichov, Německo                 | antuka    | Magnus Larsson      | 4–6, 6–4, 1–6               |
| Finalista | 6.  | 8. června 1992     | French Open, Paříž, Francie      | antuka    | Jim Courier         | 5–7, 2–6, 1–6               |
| Vítěz     | 3.  | 20. července 1992  | Washington, D.C., USA            | tvrdý     | Henrik Holm         | 6–4, 6–4                    |
| Vítěz     | 4.  | 31. srpna 1992     | Long Island, USA                 | tvrdý     | Ivan Lendl          | 6–2, 6–2                    |
| Finalista | 7.  | 5. října 1992      | Basilej, Švýcarsko               | tvrdý (h) | Boris Becker        | 6–3, 3–6, 2–6, 4–6          |
| Finalista | 8.  | 12. října 1992     | Toulouse, Francie                | tvrdý (h) | Guy Forget          | 3–6, 2–6                    |
| Vítěz     | 5.  | 26. října 1992     | Vídeň, Rakousko                  | koberec   | Gianluca Pozzi      | 6–3, 6–2, 5–7, 6–1          |
| Finalista | 9.  | 23, srpna 1993     | New Haven, USA                   | tvrdý     | Andrej Medveděv     | 5–7, 4–6                    |
| Finalista | 10. | 11. října 1993     | Sydney, Austrálie                | tvrdý (h) | Jaime Yzaga         | 4–6, 6–4, 6–7(4), 6–7(7)    |
| Vítěz     | 6.  | 13. prosince 1993  | Grand Slam Cup, Mnichov, Německo | koberec   | Michael Stich       | 2–6, 6–4, 7–6(5), 2–6, 11–9 |
| Finalista | 11. | 14. února 1994     | Milán, Itálie                    | koberec   | Boris Becker        | 2–6, 6–3, 3–6               |
| Finalista | 12. | 7. března 1994     | Indian Wells, USA                | tvrdý     | Pete Sampras        | 6–4, 3–6, 6–3, 3–6, 2–6     |
| Finalista | 13. | 2. května 1994     | Munich, Germany                  | antuka    | Michael Stich       | 2–6, 6–2, 3–6               |
| Vítěz     | 7.  | 8. ledna 1996      | Dauhá, Katar                     | tvrdý     | Júnis Al Ajnáví     | 7–6(5), 2–6, 7–6(5)         |
| Finalista | 14. | 22. července 1996  | Ostrava, Česko                   | koberec   | David Prinosil      | 1–6, 2–6                    |
| Finalista | 15. | 16. června 1997    | Halle, Německo                   | tráva     | Jevgenij Kafelnikov | 6–7(2), 7–6(5), 6–7(7)      |
| Finalista | 16. | 21. července 1997  | Washington, D.C., USA            | tvrdý     | Michael Chang       | 7–5, 2–6, 1–6               |
| Vítěz     | 8.  | 27. října 1997     | Stuttgart, Německo               | koberec   | Richard Krajicek    | 7–6(6), 6–2, 6–4            |
| Finalista | 17. | 10. listopadu 1997 | Moskva, Rusko                    | koberec   | Jevgenij Kafelnikov | 6–7(2), 4–6                 |
| Vítěz     | 9.  | 12. ledna 1998     | Dauhá, Katar                     | tvrdý     | Fabrice Santoro     | 6–0, 6–3                    |
| Vítěz     | 10. | 2. února 1998      | Australian Open, Melbourne       | tvrdý     | Marcelo Ríos        | 6–2, 6–2, 6–2               |

### Čtyřhra: 24 (10–14)

#### Vítěz (10)
| č.  | rok  | turnaj                     | povrch  | spoluhráč         | poražení finalisté             | výsledek           |
| --- | ---- | -------------------------- | ------- | ----------------- | ------------------------------ | ------------------ |
| 1.  | 1988 | Gstaad, Švýcarsko          | antuka  | Milan Šrejber     | Andrés Gómez Emilio Sánchez    | 7–6, 7–6           |
| 2.  | 1988 | Praha, Československo      | antuka  | Jaroslav Navrátil | Thomas Muster Horst Skoff      | 7–5, 7–6           |
| 3.  | 1989 | Stuttgart, Německo         | antuka  | Tomáš Šmíd        | Florin Segărceanu Cyril Suk    | 6–7, 6–3, 6–1      |
| 4.  | 1990 | Monte Carlo, Monako        | antuka  | Tomáš Šmíd        | Andrés Gómez Javier Sánchez    | 6–2, 6–1           |
| 5.  | 1991 | New Haven, USA             | tvrdý   | Wally Masur       | Jeff Brown Scott Melville      | bez boje           |
| 6.  | 1991 | Berlín, Německo            | koberec | Karel Nováček     | Jan Siemerink Daniel Vacek     | 3–6, 7–5, 7–5      |
| 7.  | 1993 | Monte Carlo, Monako        | antuka  | Stefan Edberg     | Paul Haarhuis Mark Koevermans  | 6–2, 2–6, 7–5      |
| 8.  | 1993 | Halle, Německo             | tráva   | Cyril Suk         | Mike Bauer Marc-Kevin Goellner | 7–6, 5–7, 6–3      |
| 9.  | 1993 | Cincinnati, USA            | tvrdý   | Andre Agassi      | Stefan Edberg Henrik Holm      | 6–4, 7–6           |
| 10. | 1996 | Australian Open, Melbourne | tvrdý   | Stefan Edberg     | Sébastien Lareau Alex O'Brien  | 7–5, 7–5, 4–6, 6–1 |

#### Finalista (14)
| č.  | rok  | turnaj                      | povrch    | spoluhráč        | vítězové                         | výsledek      |
| --- | ---- | --------------------------- | --------- | ---------------- | -------------------------------- | ------------- |
| 1.  | 1987 | Palermo, Itálie             | antuka    | Tomáš Šmíd       | Leonardo Lavalle Claudio Panatta | 3–6, 6–4, 6–4 |
| 2.  | 1989 | Gstaad, Švýcarsko           | antuka    | Milan Šrejber    | Cassio Motta Todd Witsken        | 6–4, 6–3      |
| 3.  | 1989 | Kitzbühel, Rakousko         | antuka    | Tomáš Šmíd       | Emilio Sánchez Javier Sánchez    | 7–5, 7–6      |
| 4.  | 1989 | Praha, Československo       | antuka    | Gene Mayer       | Jordi Arrese Horst Skoff         | 6–4, 6–4      |
| 5.  | 1990 | Mnichov, Německo            | antuka    | Tomáš Šmíd       | Udo Riglewski Michael Stich      | 6–1, 6–4      |
| 6.  | 1990 | French Open, Paříž, Francie | antuka    | Goran Ivanišević | Sergio Casal Emilio Sánchez      | 7–5, 6–3      |
| 7.  | 1990 | New Haven, USA              | tvrdý     | Goran Ivanišević | Jeff Brown Scott Melville        | 2–6, 7–5, 6–0 |
| 8.  | 1991 | Basilej, Švýcarsko          | tvrdý (h) | John McEnroe     | Jakob Hlasek Patrick McEnroe     | 3–6, 7–6, 7–6 |
| 9.  | 1992 | Monte-Carlo, Monako         | antuka    | Karel Nováček    | Boris Becker Michael Stich       | 6–4, 6–4      |
| 10. | 1992 | Gstaad, Švýcarsko           | antuka    | Cyril Suk        | Hendrik Jan Davids Libor Pimek   | bez boje      |
| 11. | 1994 | Mnichov, Německo            | antuka    | Boris Becker     | Jevgenij Kafelnikov David Rikl   | 7–6, 7–5      |
| 12. | 1995 | Milán, Itálie               | koberec   | Karel Nováček    | Boris Becker Guy Forget          | 6–2, 6–4      |
| 13. | 1995 | Washington, D.C., USA       | tvrdý     | Cyril Suk        | Olivier Delaître Jeff Tarango    | 1–6, 6–3, 6–2 |
| 14. | 1996 | Indianapolis, USA           | tvrdý     | Cyril Suk        | Jim Grabb Richey Reneberg        | 7–6, 4–6, 6–4 |

## Chronologie výsledků ve dvouhře
| Turnaj                  | 1985                                                 | 1986                                                 | 1987                                                 | 1988                                                 | 1989                                                 | 1990  | 1991  | 1992  | 1993  | 1994  | 1995  | 1996  | 1997  | 1998  | 1999  | 2000  | Celkem SR | Celkem výhry–prohry |
| ----------------------- | ---------------------------------------------------- | ---------------------------------------------------- | ---------------------------------------------------- | ---------------------------------------------------- | ---------------------------------------------------- | ----- | ----- | ----- | ----- | ----- | ----- | ----- | ----- | ----- | ----- | ----- | --------- | ------------------- |
| Grand Slams             |                                                      |                                                      |                                                      |                                                      |                                                      |       |       |       |       |       |       |       |       |       |       |       |           |                     |
| Australian Open         | A                                                    | NH                                                   | A                                                    | A                                                    | A                                                    | 2R    | 2R    | 1R    | QF    | 1R    | 3R    | 1R    | 1R    | W     | 3R    | A     | 1 / 10    | 17–9                |
| French Open             | A                                                    | A                                                    | A                                                    | 2R                                                   | A                                                    | 2R    | 2R    | F     | 2R    | 1R    | 1R    | 3R    | 4R    | 1R    | 2R    | A     | 0 / 11    | 15–11               |
| Wimbledon               | A                                                    | A                                                    | A                                                    | 3R                                                   | A                                                    | 1R    | 1R    | 2R    | 4R    | 2R    | 4R    | A     | 4R    | QF    | A     | A     | 0 / 9     | 17–9                |
| US Open                 | A                                                    | A                                                    | A                                                    | 1R                                                   | A                                                    | 2R    | 1R    | 1R    | 1R    | A     | QF    | 3R    | QF    | 1R    | A     | A     | 0 / 9     | 11–9                |
| Grand Slam SR           | 0 / 0                                                | 0 / 0                                                | 0 / 0                                                | 0 / 3                                                | 0 / 0                                                | 0 / 4 | 0 / 4 | 0 / 4 | 0 / 4 | 0 / 3 | 0 / 4 | 0 / 3 | 0 / 4 | 1 / 4 | 0 / 2 | 0 / 0 | 1 / 39    | N/A                 |
| Sezóna v–p              | 0–0                                                  | 0–0                                                  | 0–0                                                  | 3–3                                                  | 0–0                                                  | 3–4   | 2–4   | 7–4   | 8–4   | 1–3   | 9–4   | 4–3   | 9–4   | 11–3  | 3–2   | 0–0   | N/A       | 60–38               |
| ATP Masters Series      |                                                      |                                                      |                                                      |                                                      |                                                      |       |       |       |       |       |       |       |       |       |       |       |           |                     |
| Indian Wells            | Turnaje se nekonaly Turnaje Masters Series Před 1990 | Turnaje se nekonaly Turnaje Masters Series Před 1990 | Turnaje se nekonaly Turnaje Masters Series Před 1990 | Turnaje se nekonaly Turnaje Masters Series Před 1990 | Turnaje se nekonaly Turnaje Masters Series Před 1990 | A     | 1R    | 3R    | QF    | F     | 2R    | 1R    | A     | QF    | 1R    | A     | 0 / 8     | 11–8                |
| Miami                   | Turnaje se nekonaly Turnaje Masters Series Před 1990 | Turnaje se nekonaly Turnaje Masters Series Před 1990 | Turnaje se nekonaly Turnaje Masters Series Před 1990 | Turnaje se nekonaly Turnaje Masters Series Před 1990 | Turnaje se nekonaly Turnaje Masters Series Před 1990 | 2R    | 2R    | 3R    | SF    | QF    | 2R    | 4R    | 2R    | 4R    | 1R    | A     | 0 / 10    | 14–10               |
| Monte Carlo             | Turnaje se nekonaly Turnaje Masters Series Před 1990 | Turnaje se nekonaly Turnaje Masters Series Před 1990 | Turnaje se nekonaly Turnaje Masters Series Před 1990 | Turnaje se nekonaly Turnaje Masters Series Před 1990 | Turnaje se nekonaly Turnaje Masters Series Před 1990 | 2R    | A     | 2R    | 3R    | 2R    | 1R    | 3R    | A     | QF    | A     | A     | 0 / 7     | 7–7                 |
| Řím                     | Turnaje se nekonaly Turnaje Masters Series Před 1990 | Turnaje se nekonaly Turnaje Masters Series Před 1990 | Turnaje se nekonaly Turnaje Masters Series Před 1990 | Turnaje se nekonaly Turnaje Masters Series Před 1990 | Turnaje se nekonaly Turnaje Masters Series Před 1990 | 1R    | A     | SF    | A     | A     | 1R    | 2R    | A     | 1R    | A     | A     | 0 / 5     | 5–5                 |
| Hamburk                 | Turnaje se nekonaly Turnaje Masters Series Před 1990 | Turnaje se nekonaly Turnaje Masters Series Před 1990 | Turnaje se nekonaly Turnaje Masters Series Před 1990 | Turnaje se nekonaly Turnaje Masters Series Před 1990 | Turnaje se nekonaly Turnaje Masters Series Před 1990 | 1R    | A     | 2R    | A     | 3R    | 2R    | A     | A     | A     | A     | A     | 0 / 4     | 2–4                 |
| Kanada                  | Turnaje se nekonaly Turnaje Masters Series Před 1990 | Turnaje se nekonaly Turnaje Masters Series Před 1990 | Turnaje se nekonaly Turnaje Masters Series Před 1990 | Turnaje se nekonaly Turnaje Masters Series Před 1990 | Turnaje se nekonaly Turnaje Masters Series Před 1990 | 2R    | F     | QF    | SF    | 2R    | 2R    | 3R    | 1R    | 2R    | A     | A     | 0 / 9     | 13–9                |
| Cincinnati              | Turnaje se nekonaly Turnaje Masters Series Před 1990 | Turnaje se nekonaly Turnaje Masters Series Před 1990 | Turnaje se nekonaly Turnaje Masters Series Před 1990 | Turnaje se nekonaly Turnaje Masters Series Před 1990 | Turnaje se nekonaly Turnaje Masters Series Před 1990 | 1R    | 2R    | QF    | 2R    | 2R    | 2R    | 2R    | 2R    | QF    | A     | A     | 0 / 9     | 9–9                 |
| Madrid (Stuttgart)      | Turnaje se nekonaly Turnaje Masters Series Před 1990 | Turnaje se nekonaly Turnaje Masters Series Před 1990 | Turnaje se nekonaly Turnaje Masters Series Před 1990 | Turnaje se nekonaly Turnaje Masters Series Před 1990 | Turnaje se nekonaly Turnaje Masters Series Před 1990 | 3R    | QF    | QF    | QF    | 1R    | A     | A     | W     | 2R    | A     | A     | 1 / 7     | 13–6                |
| Paříž                   | Turnaje se nekonaly Turnaje Masters Series Před 1990 | Turnaje se nekonaly Turnaje Masters Series Před 1990 | Turnaje se nekonaly Turnaje Masters Series Před 1990 | Turnaje se nekonaly Turnaje Masters Series Před 1990 | Turnaje se nekonaly Turnaje Masters Series Před 1990 | 1R    | QF    | 2R    | 3R    | QF    | A     | SF    | 3R    | 2R    | A     | A     | 0 / 8     | 11–8                |
| Masters Series SR       | N/A                                                  | N/A                                                  | N/A                                                  | N/A                                                  | N/A                                                  | 0 / 8 | 0 / 6 | 0 / 9 | 0 / 7 | 0 / 8 | 0 / 7 | 0 / 7 | 1 / 5 | 0 / 8 | 0 / 2 | 0 / 0 | 1 / 67    | N/A                 |
| Sezóna: v–p             | N/A                                                  | N/A                                                  | N/A                                                  | N/A                                                  | N/A                                                  | 3–8   | 11–6  | 12–9  | 13–7  | 14–8  | 4–7   | 13–7  | 7–4   | 8–8   | 0–2   | 0–0   | N/A       | 85–66               |
| Žebříček ATP konec roku | 794.                                                 | 511.                                                 | 87.                                                  | 188.                                                 | 59.                                                  | 38.   | 9.    | 7.    | 12.   | 18.   | 41.   | 24.   | 13.   | 13.   | –     | 1332. | N/A       | N/A                 |

## Chronologie výsledků ve čtyřhře
| Turnaj                  | 1986             | 1987             | 1988             | 1989             | 1990  | 1991  | 1992  | 1993  | 1994  | 1995  | 1996  | 1997  | 1998  | 1999  | 2000  | 2001  | Celkem SR | Celkem výhry–prohry |
| ----------------------- | ---------------- | ---------------- | ---------------- | ---------------- | ----- | ----- | ----- | ----- | ----- | ----- | ----- | ----- | ----- | ----- | ----- | ----- | --------- | ------------------- |
| Grand Slams             |                  |                  |                  |                  |       |       |       |       |       |       |       |       |       |       |       |       |           |                     |
| Australian Open         | NH               | A                | A                | A                | 2R    | 1R    | 2R    | 1R    | 3R    | SF    | W     | 2R    | A     | A     | A     | A     | 1 / 8     | 15–7                |
| French Open             | A                | 1R               | 2R               | 2R               | F     | 2R    | QF    | SF    | A     | 1R    | 3R    | 3R    | A     | A     | A     | A     | 0 / 10    | 19–10               |
| Wimbledon               | A                | A                | 1R               | A                | 2R    | 2R    | 1R    | A     | A     | A     | A     | A     | A     | A     | A     | A     | 0 / 4     | 2–4                 |
| US Open                 | A                | A                | A                | 3R               | 2R    | 3R    | 1R    | A     | A     | 3R    | 1R    | 1R    | A     | A     | A     | A     | 0 / 7     | 7–7                 |
| Grand Slam SR           | 0 / 0            | 0 / 1            | 0 / 2            | 0 / 2            | 0 / 4 | 0 / 4 | 0 / 4 | 0 / 2 | 0 / 1 | 0 / 3 | 1 / 3 | 0 / 3 | 0 / 0 | 0 / 0 | 0 / 0 | 0 / 0 | 1 / 29    | N/A                 |
| Sezóna: v–p             | 0–0              | 0–1              | 1–2              | 3–2              | 8–4   | 4–4   | 4–4   | 4–2   | 2–1   | 6–3   | 8–2   | 3–3   | 0–0   | 0–0   | 0–0   | 0–0   | N/A       | 43–28               |
| ATP Masters Series      |                  |                  |                  |                  |       |       |       |       |       |       |       |       |       |       |       |       |           |                     |
| Indian Wells            | Ne MS1 Před 1990 | Ne MS1 Před 1990 | Ne MS1 Před 1990 | Ne MS1 Před 1990 | 1R    | 1R    | 1R    | 1R    | 1R    | 1R    | A     | A     | A     | A     | A     | A     | 0 / 6     | 0–6                 |
| Miami                   | Ne MS1 Před 1990 | Ne MS1 Před 1990 | Ne MS1 Před 1990 | Ne MS1 Před 1990 | 2R    | A     | QF    | QF    | A     | QF    | 3R    | 1R    | A     | A     | A     | A     | 0 / 6     | 12–5                |
| Monte Carlo             | Ne MS1 Před 1990 | Ne MS1 Před 1990 | Ne MS1 Před 1990 | Ne MS1 Před 1990 | W     | A     | F     | W     | 1R    | 1R    | 1R    | A     | QF    | A     | A     | A     | 2 / 7     | 16–4                |
| Řím                     | Ne MS1 Před 1990 | Ne MS1 Před 1990 | Ne MS1 Před 1990 | Ne MS1 Před 1990 | 1R    | A     | 2R    | A     | A     | 2R    | 2R    | A     | A     | A     | A     | A     | 0 / 4     | 3–4                 |
| Hamburg                 | Ne MS1 Před 1990 | Ne MS1 Před 1990 | Ne MS1 Před 1990 | Ne MS1 Před 1990 | 2R    | A     | 2R    | A     | A     | A     | A     | A     | A     | A     | A     | A     | 0 / 2     | 2–2                 |
| Kanada                  | Ne MS1 Před 1990 | Ne MS1 Před 1990 | Ne MS1 Před 1990 | Ne MS1 Před 1990 | 1R    | 2R    | A     | A     | 1R    | 1R    | 2R    | A     | A     | A     | A     | A     | 0 / 5     | 2–5                 |
| Cincinnati              | Ne MS1 Před 1990 | Ne MS1 Před 1990 | Ne MS1 Před 1990 | Ne MS1 Před 1990 | 2R    | 1R    | 1R    | W     | 2R    | 1R    | 1R    | 1R    | 2R    | A     | A     | A     | 1 / 9     | 8–7                 |
| Madrid (Stuttgart)      | Ne MS1 Před 1990 | Ne MS1 Před 1990 | Ne MS1 Před 1990 | Ne MS1 Před 1990 | QF    | A     | A     | A     | A     | A     | 2R    | A     | A     | A     | A     | A     | 0 / 2     | 2–2                 |
| Paříž                   | Ne MS1 Před 1990 | Ne MS1 Před 1990 | Ne MS1 Před 1990 | Ne MS1 Před 1990 | 1R    | A     | A     | 2R    | A     | A     | QF    | A     | A     | A     | A     | A     | 0 / 3     | 3–3                 |
| Masters Series SR       | N/A              | N/A              | N/A              | N/A              | 1 / 9 | 0 / 3 | 0 / 6 | 2 / 5 | 0 / 4 | 0 / 6 | 0 / 7 | 0 / 2 | 0 / 2 | 0 / 0 | 0 / 0 | 0 / 0 | 3 / 44    | N/A                 |
| Sezóna: v–p             | N/A              | N/A              | N/A              | N/A              | 9–8   | 1–3   | 9–6   | 14–3  | 1–4   | 4–5   | 7–7   | 0–2   | 3–0   | 0–0   | 0–0   | 0–0   | N/A       | 48–38               |
| Žebříček ATP konec roku | 296.             | 91.              | 46.              | 26.              | 15.   | 63.   | 64.   | 32.   | 115.  | 44.   | 23.   | 220.  | 321.  | –     | 1009. | 1536. | N/A       | N/A                 |

| Legenda | Legenda                                   | Legenda | Legenda                     |
| ------- | ----------------------------------------- | ------- | --------------------------- |
| SR      | poměr vyhraných turnajů ku všem odehraným | W–L V–P | výhry–prohry                |
| NH      | daný rok se turnaj nekonal                | A       | turnaje se hráč nezúčastnil |
| 1Q / LQ | prohra v (kole) kvalifikace               | 1k / 1R | prohra v daném kole turnaje |
| QF / ČF | prohra ve čtvrtfinále                     | SF      | prohra v semifinále         |
| F       | prohra ve finále                          | Vítěz   | vítězství v turnaji         |